# فرناندو فيولا
فرناندو فيولا (بالإيطالية: Fernando Viola)‏ هو لاعب كرة قدم إيطالي، ولد في 14 مارس 1951 في تورازا بيدمونت في إيطاليا، وتوفي في 5 فبراير 2001 في روما في إيطاليا بسبب حادث مرور. لعب مع نادي بولونيا ونادي جنوى ونادي كالياري ونادي لاتسيو ونادي مانتوفا ويوفنتوس.

## وصلات خارجية
- فرناندو فيولا على موقع الاتحاد الأوربي (الإنجليزية)
- فرناندو فيولا على موقع قاعدة بيانات كرة القدم.إي يو (الإنجليزية)